# Železniční trať Bělehrad–Vršac
Železniční trať Bělehrad–Vršac (srbsky v cyrilici Железничка пруга Београд–Вршац, v latince Železnička pruga Beograd–Vršac) představuje hlavní spojení srbské metropole Bělehradu s Rumunskem. Prochází přes region Banátu a je nejstarší tratí na současném území Srbska. Dlouhá je celkem 

## Historie
Železniční trať, která by vedla severovýchodně z Bělehradu na území tehdejšího uherského Banátu a Sedmihradska byla budována celkem ve třech fázích. Nejprve vznikl úsek Moravița–Vršac–Jasenovo, po kterém první vlak slavnostně projel 20. července 1858. 
V roce 1894 byl otevřen železniční úsek Vršac–Vladimirovac–Kovin, který byl dlouhý 84,7 km. O dva roky později byl pak prodloužen až do Pančeva (o dalších 31,5 km), které se nacházelo v bezprostřední blízkosti Bělehradu, ale ještě na uherském území.
Z Bělehradu až do Rumunska pak mohly vlaky jet přímo až od roku 1935, kdy byl dokončen Pančevský most v Bělehradě.
Přestože je trať v provozu více než 150 let, využívaná je jen řídce. Mezinárodní vlaky do Temešváru jezdí zřídka. Pro domácí dopravu (do Vršace) je však již trať užívaná mnohem více. V roce 2012 přepravily ve směru Vršac-Bělehrad osobní vlaky téměř 60 000 cestujících. V úseku Pančevo-Bělehrad je trať využívaná pro příměstskou dopravu (linky sítě Beovoz).

## Stanice
- Beograd
- Beograd Dunav
- Krnjača
- Sebeš
- Ovča
- Pančevo Glavna
- Pančevo Varoš
- Banatsko Novo Selo
- Vladimirovac
- Alibunar
- Banatski Karlovac
- Nikolinci
- Uljma
- Vlajkovac
- Vršac